# Antonín Mikolášek
Antonín Mikolášek (6. září 1906 – 25. května 1940 Villers-en-Argonne) byl český stíhací pilot, příslušník československé zahraniční armády a oběť druhé světové války.

## Život

### Před druhou světovou válkou
Antonín Mikolášek se narodil 6. září 1906 v početné rodině důstojníka Antonína Mikoláška a Barbory, rozené Petrové. Jeho bratrem byl mj. léčitel Jan Mikolášek. Stal se armádním pilotem.

### Druhá světová válka
Po německé okupaci opustil Antonín Mikolášek ilegálně 29. prosince 1939 Protektorát Čechy a Morava a ve Francii 2. října 1939 vstoupil do řad československé armády v zahraničí a jako stíhací pilot do francouzského letectva. Zařazen byl do jednotky GCII/3 a jako její příslušník se stal prvním československým pilotem ve druhé světové válce, který zaznamenal sestřel nepřátelského stroje. Stalo se tak 2. dubna 1940, celkově mu byly uznány dva sestřely. Dne 25. května téhož roku byl sám ve stroji Dewoitine D.520 u Villers-en-Argonne zasažen a uhořel v něm. Pohřben byl na Československém vojenském hřbitově La Targette, hrob č. 182.

### Osudy rodiny
Po zjištění, že Antonín Mikolášek ilegálně opustil Protektorát Čechy a Morava, byli členové jeho rodiny zatčeni a do konce války internováni v táboře ve Svatobořicích.